# Zum Jungen (Adelsgeschlecht)

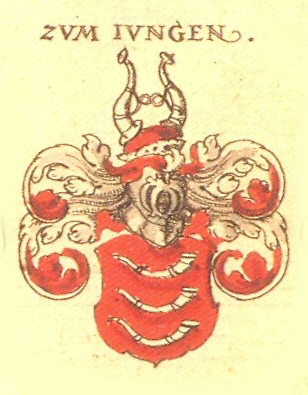
Wappen derer zum Jungen.

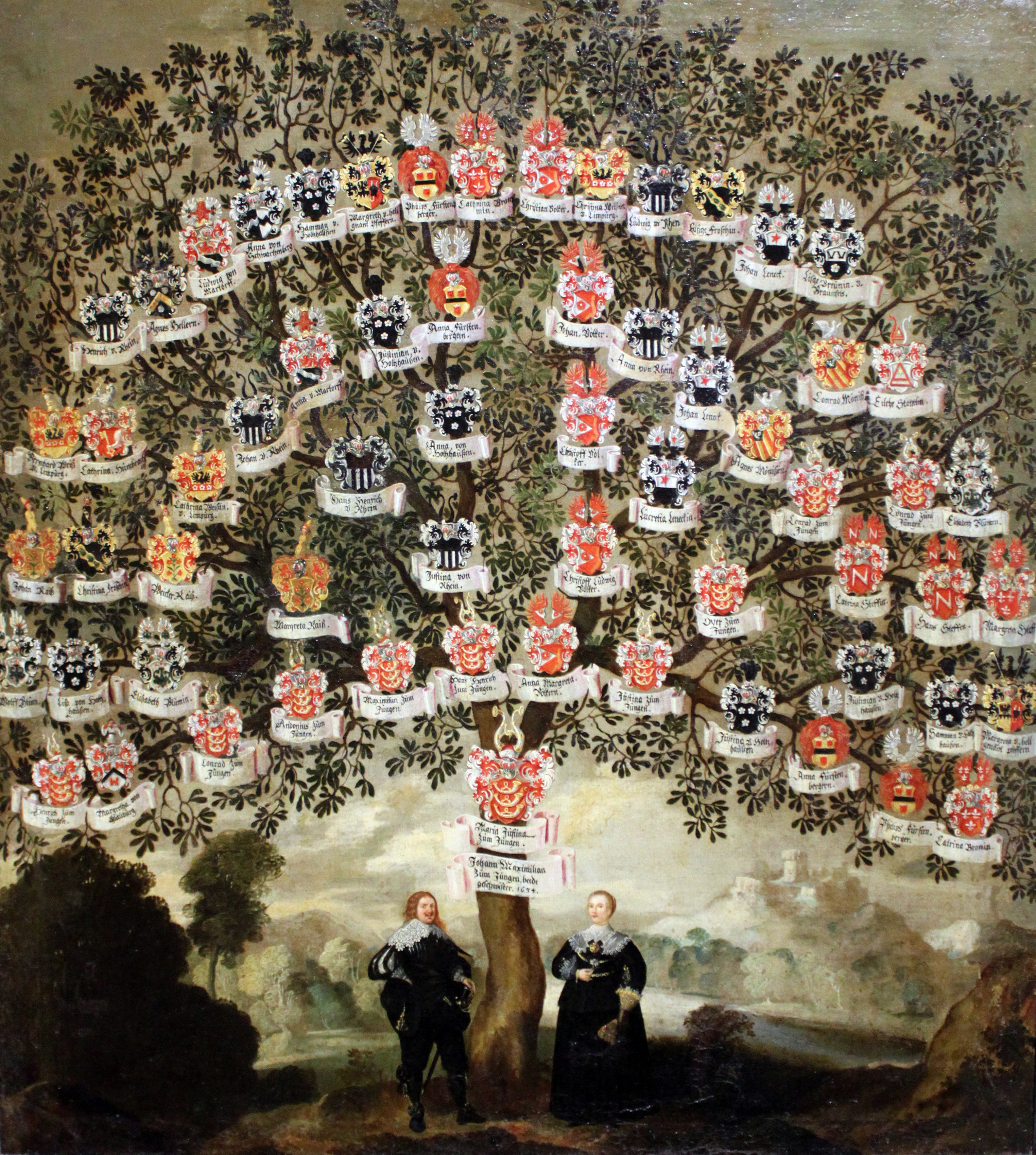
Ahnentafel Johann Maximilian zum Jungen und Maria Justina Völker.

Die Patrizier zum Jungen waren eine Adelsfamilie, die sich vorwiegend in Mainz und Frankfurt am Main findet.

## Geschichte
Die Patrizierfamilie zum Jungen ist bereits seit Mitte des 13. Jahrhunderts in Mainz belegt. Das Geschlecht gehörte mit dem der Löwenhäupter zu einem der ältesten der Stadt und seine Angehörigen standen oft an der Spitze der städtischen Verwaltung. Es gehörte zum stiftsfähigen Adel „Nobilium ordini“ wie die zum Humbrecht, Gensfleisch, Landeck und Molsberg. Im Jahr 1411 erregten die Zünfte einen Aufruhr gegen die Patrizier, in dessen Folge 112 Personen auswanderten um ihrem Anspruch auf die Privilegien der Steuer- und Zollfreiheit Nachdruck zu verleihen, darunter mehrere aus der Familie „zum Jungen“. Sie verteilten sich nach Frankfurt, nach Oppenheim, in den Rheingau, sowie auch in die nächsten Orte um die Stadt. Die Familie ergriff während der Mainzer Stiftsfehde die Partei des  Domkustos und Gegenerzbischofs Diether von Isenburg, daher wurde der „Hof zum Jungen“ 1462 konfisziert und an die Familie Brömser übergeben. 800 Bürger, darunter die zum Jungen, wurden aus der Stadt vertrieben.
Erster Repräsentant des Frankfurter Zweiges der Familie war Ort zum Jungen (1405–1483), der schon 1430 in die Adelige Gesellschaft Alten Limpurg aufgenommen wurde. Er erbaute 1446 das Haus zum Korb am Großen Kornmarkt und stiftete 1477 ein Erbbegräbnis in der Barfüßerkirche, wofür ihn die Barfüßer in ihre Bruderschaft aufnahmen; seine Frau Katharina von Heringen wurde 1486 dort beigesetzt, er selber 1519. Anfang des 16. Jahrhunderts gehörte die Familie durch Heiraten und freundschaftliche Verbindungen zum Kreis der bedeutendsten Frankfurter Familien um Hamman von Holzhausen, den ebenfalls aus Mainz stammenden Philipp Fürstenberger und Johann von Glauburg. Angehörige der Familie vertraten die Reichsstadt Frankfurt auf verschiedenen Reichstagen und Städtetagen. Die Familie war im Rheingau begütert, in Mittelheim, Oestrich und Hattenheim, sowie in Wiesbaden.
Johann Maximilian zum Jungen (1596–1649,„der Gelehrte“) war ein bedeutender Frankfurter Politiker und Gelehrter. Er vertrat Frankfurt bei den Friedensverhandlungen zu Münster und Osnabrück und hinterließ eine Bibliothek von 5000 Bänden, welche die Stadt 1689 für die Frankfurter Stadtbibliothek erwarb. Letzter männlicher Vertreter der Familie war sein Enkel, der österreichische Generalfeldmarschall Johann Hieronymus zum Jungen (1660–1732), der 1707 in den reichs- und erbländisch-österreichischen Freiherrnstand erhoben worden war. Nach der Familie ist die Zum-Jungen-Straße im Frankfurter Stadtteil Dornbusch in der Nähe des Hauptfriedhofs benannt.

## Wappen
In Rot drei übereinander liegende weiße (silberne) Jagdhörner/Hifthörner mit gelben (= goldenen) Beschlägen und Schnüren, die nach links offen sind. Auf dem Helm ein roter Hut mit Hermelin-Aufschlag, auf demselben zwei Jagdhörner. Decken: Weiß (= silber) – rot.